# 知內町
知內町（日语：／ Shiriuchi chō */?）是位於北海道渡島綜合振興局南部、渡島半島西南部的一個城鎮。東部面向津輕海峽，境內約81%的面積被森林覆蓋。知內川在町內由西向東流，市區則位於下游地區。當地主要產業為農業、漁業和林業。境內的元町地區設有北海道電力知內發電廠，北海道新幹線的青函隧道北海道端出口也位於轄區內。
知內町過去以鷹的產地聞名，松前藩曾經獻上15隻獵鷹給德川幕府，其中的半數以上正是從知內所捕獲。
町名源自阿伊努語的「cir-ot-i」，意思是鳥群居的地方。

## 歷史
- 1888年：設置知內村戶長役場。
- 1906年4月1日：松前郡小谷石村、上磯郡涌元村、知內村合併為上磯郡知內村，成為北海道二級村。
- 1967年10月1日：改制為知內町。[5]

## 交通

### 機場
- 函館機場（位於函館市）

### 鐵路
隨著町內唯一的車站知內站已於2014年3月15日起廢站，另外駛經的松前線亦早於1988年停駛，現時已沒有任何鐵路車站可提供使用。最近的車站為木古內站。

### 道路
| 一般國道 - 國道228號 | 道道 - 北海道道531號小谷石渡島知內停車場線 - 北海道道698號湯之里渡島知內停車場線 - 北海道道812號館町福島線 |

### 巴士
- 函館巴士

## 觀光景點
| - 松前、矢越道立自然公園 - 知內溫泉 - 夏季狂歡節（每年8月14日） | - 北海道湯之里的舊石器時代考古遺跡（國指定重樣文化財） |

## 教育

### 高等學校
- 道立北海道知內高等學校 （页面存档备份，存于）

### 中學校
- 知內町立知內中學校

### 小學校
| - 知內町立知內小學校 - 知內町立中之川小學校 | - 知內町立湯之里小學校 | - 知內町立涌元小學校 |

## 姊妹市・友好都市

### 日本
- 今別町（青森縣東津輕郡）

## 本地出身的名人
- 北島三郎：歌手
- 松前弘子（日语：松前ひろ子）：歌手
- 小野直廣：心理學者
- 橫山明覽：皮工藝作家

## 外部連結
- 北海道知內町官方網頁 （页面存档备份，存于） （日語）
- 知內町鄉土資料館 （页面存档备份，存于） （日語）
- 上磯郡漁會 （页面存档备份，存于） （日語）
- 知內商工會 （页面存档备份，存于） （日語）
- 知內町觀觀光協會 （页面存档备份，存于） （日語）